# Live at Camden Palace, London
Live at Camden Palace, London è un video del gruppo musicale britannico Tokyo Blade, pubblicato nel 1985 dalla Sound & Vision Video.

## Tracce
1. Live from London – 0:45
2. Dirty Faced Angels – 3:26
3. Lightning Strikes – 4:03
4. Blackhearts & Jaded Spades – 3:21
5. Midnight Rendezvous – 3:18
6. Rock Me to the Limit – 4:46
7. Love Struck – 3:27
8. You Are the Heart – 4:37
9. Night of the Blade – 3:46
10. Always – 3:29
11. Undercover Honeymoon – 3:25
12. Playroom of Poison Dream – 5:09
13. Tough Guys Tumble – 3:24
14. Make It Through the Night – 3:46
15. If Heaven Is Hell – 3:56

## Formazione
- Vic Wright - voce
- Andy Boulton - chitarra, voce
- John Wiggins - chitarra
- Andy Wrighton - basso, voce
- Steve Pierce - batteria